# Hermann Joseph Klein
Hermann Joseph Klein (* 16. September 1844 in Köln; † 1. Juli 1914 ebenda) war ein deutscher Astronom, Meteorologe und populärwissenschaftlicher Autor.

## Leben
Klein erlernte zunächst den Buchhandel, studierte aber später Mathematik und Astronomie und errichtete in Köln eine Privatsternwarte. Klein wurde besonders durch sorgfältige Beobachtungen der Oberfläche des Mondes bekannt. Später leitete er die Wetterwarte der Kölnischen Zeitung (Köln-Lindenthal). Von 1865 bis 1908 war er Herausgeber der naturwissenschaftlichen Zeitschrift Gaea und von 1878 bis 1914 der populären astronomischen Zeitschrift Sirius.
Seit 1890 gab er das Jahrbuch der Astronomie und Geophysik heraus. Die für 1913 vorgesehene Ausgabe konnte Klein selbst nicht mehr verwirklichen. Der Radeberger Naturforscher Theodor Arldt übernahm diese Aufgabe und fungierte im Juli 1914 als Herausgeber des letzten Jahrganges XXIV, womit das Erscheinen eingestellt wurde.
Klein starb 1914 im Alter von 69 Jahren und wurde auf dem Kölner Melaten-Friedhof beigesetzt.
Der Mondkrater Klein ist nach ihm benannt.

### Schriften
- Anleitung zur Durchmusterung des Himmels. Braunschweig 1880. 3. A. u.d.T.: Handbuch der allgemeinen Himmelsbeschreibung. Braunschweig 1901
  - Handbuch der allgemeinen Himmelsbeschreibung: Vom Standpunkte der kosmischen Weltanschauung. 2. Auflage. 1: Das Sonnensystem. Nach dem gegenwärtigen Zustande der Wissenschaft. F. Vieweg und Sohn, Braunschweig 1871 (Digitalisat).
  - Handbuch der allgemeinen Himmelsbeschreibung: Vom Standpunkte der kosmischen Weltanschauung. 2: Der Fixsternhimmel. Nach dem gegenwärtigen Zustande der Wissenschaft. F. Vieweg und Sohn, Braunschweig 1872 (Digitalisat).
- Lehrbuch der Erdkunde für höhere Lehranstalten. 2., verb. u. verm. Aufl., Vieweg, Braunschweig 1885 (Digitalisat)
- Allgemeine Witterungskunde. Wien u. Prag 1887.
- Sternatlas. Leipzig 1888.
- Astronomische Abende. Leipzig 1890.
- Kosmologische Briefe. Leipzig 1897.
- Die Wunder des Erdballs. Leipzig 1898.
- Führer am Sternenhimmel. Leipzig 1892.